# Tivolifaldene og Tivolis muntre Hjul
Tivolifaldene og Tivolis muntre Hjul er en dansk dokumentarisk optagelse produceret af Nordisk Films Kompagni. Filmens instruktør er ukendt.

## Handling
Fra Tivoli i Italien